# Doctor Jones
A Doctor Jones című dal a dán-norvég Aqua 5. kimásolt kislemeze az első Aquarium című stúdióalbumról. A dal 1997. december 8-án jelent meg. A dal a Barbie Girl után a legsikeresebb kislemeze volt a csapatnak. Az amerikai listán a "Barbie Girl" volt az egyetlen slágerlistás helyezésük, míg a Lollipop (Candyman) nem került fel a Billboard Hot 100-as listájára.
A dalt a világ minden táján megjelentették különböző időpontokban. Az első kiadás 1997 októberében volt, majd novemberben Japánban, Skandináviában, és Európában is megjelent. 1997 decemberében Ausztráliában is kiadták, és 1 helyezést ért el, és hét egymást követő héten slágerlistás helyezés maradt. Az Egyesült Királyságban a dal csak következő év februárjában jelent meg, ott a dal a második első helyezett daluk volt, mely három hétig volt slágerlistás helyezés.
A dal hallható volt az Karácsonykor otthon leszek című filmben, melyben Allie Henderson (Jessica Biel) énekel a dalban, miközben Colorado felé tart autójával.

## Kritikák
A Music & Media ezt írta a dalról: "Ami nem törik, azt ne javítsa ki". – írta a magazin kritikusa. Úgy tűnik hogy a dal a Barbie Girl jelenség méltó utódja. Nem csak egy önmagában erős popdal, hanem Antiloop és Molella & Phil Jay remixeinek köszönhetően érdeklődést válthat ki azokból, akik távol tartják magukat a mainstreamtől.

## Videoklip
A videoklip és a dal az Indiana Jones karakterein alapul. René Dif Jones-szal játszik, és az együttes többi tagját megszabadítja egy voodoo törzstől. A dal címét hasonlóan irják le, mint az Indiana Jones logóját. A dalban lévő "Wake Up Now" kijelentés utalhat Indiana Jonesra, és a Végzet templomára is.
A videó egyike volt annak az öt Aqua videónak, melyet Peder Pedersen rendezett, aki később szintén megcélozta az Indiana Jones filmeket, és elkészítette a  Lego Indiana Jones and the Raiders of the Lost Brick című animációs filmet 2008-ban.

## Számlista
| Ausztrália 1. "Doctor Jones" (Radio edit) – 3:22 2. "Doctor Jones" (Extended version) – 5:10 3. "Barbie Girl" (Extended version) – 5:14 4. "My Oh My" (Club version) – 7:00 5. "Barbie Girl" (Dirty Rotten Scoundrel 12" Mix) – 8:37 Egyesült Királyság - CD Single 1. "Doctor Jones" (Radio edit) – 3:22 2. "Doctor Jones" (Extended mix) – 5:13 3. "Doctor Jones" (Adrenalin Club Mix) – 6:21 4. "Doctor Jones" (Molella and Phil Jay Mix) – 5:19 5. "Doctor Jones" (Antiloop Club Mix) – 10:00 6. "Doctor Jones" (D-Bop Prescription Mix) – 8:02 - CD Single 1. "Doctor Jones" (Radio edit) – 3:22 2. "Doctor Jones" (Metro 7's Edit) – 3:36 3. "Doctor Jones" (Metro's X-Ray Dub) – 6:22 4. "Doctor Jones" (Metro's Full CD-ROM video) - CD Single 1. "Doctor Jones" (Radio edit) – 3:22 2. "Doctor Jones" (Extended mix) – 5:15 VHS Video promo 1. "Doctor Jones" (video) – 3:23 iTunes 2017 kiadás 1. "Doctor Jones" (Original Version) – 3:24 2. "Doctor Jones" (Metro's 7" Edit) – 3:38 3. "Doctor Jones" (D-Bop's Prescription Edit) 3:40 4. "Doctor Jones" (Extended Mix) – 5:11 5. "Doctor Jones" (Adrenalin Club Mix) – 6:25 6. "Doctor Jones" (D-Bop's Prescrption Mix) – 8:06 7. "Doctor Jones" (Antiloop Club Mix) – 10:00 8. "Doctor Jones" (Molella & Phil Jay Mix) – 5:22 | Svédország / Norvégia / Dánia - CD Single 1. "Doctor Jones" (Radio edit) – 3:22 2. "Doctor Jones" (Extended mix) – 5:13 3. "Doctor Jones" (Adrenalin Club Mix) – 6:21 4. "Doctor Jones" (Molella and Phil Jay Mix) – 5:19 5. "Doctor Jones" (MPJ Speed Dub) – 5:35 6. "Doctor Jones" (Antiloop Club Mix) – 10:00 7. "Doctor Jones" (D-Bop Prescription Mix) – 8:02 - 12" Side A 1. "Doctor Jones" (Original Extended Mix) Side B 1. "Doctor Jones" (E-Motion Lost Ark Mix) Japán 1. "Lollipop (Candyman)" – 3:37 2. "Lollipop (Candyman)" (Original extended mix) – 5:26 3. "Doctor Jones" (Radio edit) – 3:23 4. "Doctor Jones" (Extended version) – 5:10 Európa - 12" Side A 1. "Doctor Jones" (Antiloop Club Mix) – 10:00 Side B 1. "Doctor Jones" (Adrenalin Club Mix) – 6:21 2. "Doctor Jones" (Metro's X-Ray Dub) – 6:22 |

## Megjelenési előzmények
| Ország           | Megjelenés    |
| ---------------- | ------------- |
| Ausztrália       | 1997. október |
| Európa           | 1997. október |
| Japán            | 1997. október |
| Egyesült Államok | 1998          |

## Slágerlista
| Slágerlista (1997–1998)                        | Legjobb helyezések |
| ---------------------------------------------- | ------------------ |
| Ausztrália (ARIA)                              | 1                  |
| Ausztria (Ö3 Austria Top 40)                   | 8                  |
| Belgium (Ultratop 50 Frandria)                 | 3                  |
| Belgium (Ultratop 50 Wallonia)                 | 5                  |
| Kanada Dance / Urban (RPM)                     | 3                  |
| Dánia (IFPI)                                   | 8                  |
| Európa (Eurochart Hot 100)                     | 3                  |
| Finnország (Suomen virallinen lista)           | 6                  |
| Németország (Official German Charts)           | 7                  |
| Izland (Íslenski Listinn Topp 40)              | 21                 |
| Írország (IRMA)                                | 1                  |
| Olaszország (Musica e dischi)                  | 1                  |
| Európa MTV Europe                              | 2                  |
| Hollandia (Dutch Top 40)                       | 3                  |
| Hollandia (Single Top 100)                     | 3                  |
| Új-Zéland (Recorded Music NZ)                  | 2                  |
| Skócia (Official Charts Company)               | 1                  |
| Spanyolország (AFYVE)                          | 6                  |
| Svédország (Sverigetopplistan)                 | 2                  |
| Svájc (Schweizer Hitparade)                    | 11                 |
| Egyesült Királyság (Official Charts Company)   | 1                  |
| Egyesült Államok Dance /Club Songs (Billboard) | 18                 |

| Slágerlita (1997)              | Helyezések |
| ------------------------------ | ---------- |
| Ausztrália (ARIA)              | 14         |
| Belgium (Ultratop 50 Flanders) | 64         |
| Hollandia (Single Top 100)     | 35         |
| Svédország (Sverigetopplistan) | 14         |

| Slágerlista (1998)                           | Helyezések |
| -------------------------------------------- | ---------- |
| Ausztrália (ARIA)                            | 20         |
| Belgium (Ultratop 50 Flanders)               | 52         |
| Belgium (Ultratop 50 Wallonia)               | 28         |
| Kanada Canada Dance/Urban (RPM)              | 49         |
| Németország (Official German Charts)         | 36         |
| Hollandia (Single Top 100)                   | 60         |
| Egyesült Királyság (Official Charts Company) | 15         |

## Minősítések
| Ország                   | Minősítés  | Eladások |
| ------------------------ | ---------- | -------- |
| Ausztria (IFPI Austria)  | 3x platina | 210.000  |
| Belgium (BEA)            | platina    | 50.000   |
| Németország (BVMI)       | arany      | 250.000  |
| Hollandia (NVPI)         | arany      | 50.000   |
| Új-Zéland (RMNZ)         | platina    | 10.000   |
| Svédország (GLF)         | platina    | 30.000   |
| Egyesült Királyság (BPI) | platina    | 600.000  |